# Saint-Paul-en-Pareds
Saint-Paul-en-Pareds là một xã ở tỉnh Vendée trong vùng Pays de la Loire, Pháp. Xã này có diện tích 12,32 km², dân số năm 2006 là 1096 người. Xã này nằm ở khu vực có độ cao trung bình 120 mét trên mực nước biển.

## Biến động dân số
| Năm | 1962 | 1968 | 1975 | 1982 | 1990 | 1999 | 2006  |
| --- | ---- | ---- | ---- | ---- | ---- | ---- | ----- |
| Dân số | 556  | 600  | 612  | 745  | 832  | 926  | 1 096 |
| From the year 1962 on: No double counting—residents of multiple communes (e.g. students and military personnel) are counted only once. |      |      |      |      |      |      |       |